# 衡水中学
河北衡水中学，简称衡水中学、衡中，是一所位于中国河北省衡水市桃城区河东街道的寄宿制高级中学，為省级示范性高中。

## 简介
衡水中学成立于1951年，本部校园占地223亩，有600余名教职工，6000余名学生。衡水中学招收高中三个年级与复读班学生，非复读班级约每班70人。1992年李金池任校长，1995年开始，衡水中学成为封闭化、准军事化的全寄宿制学校，此后高考升学率迅速上升至全省前列。
1999年衡水中学成立了公办民助的高中衡水滏阳中学，主要招收复读生与非本地学生。滏阳中学有100余名教职工，约3000名学生，其中复读班约有一千多人。
2013年衡水中学与河北泰华锦业房地产开发有限公司合作成立民办学校衡水第一中学，于衡水市滨湖新区横一路建设新校区。
2016年11月，衡水中学与深圳市富源学校合作，挂牌成立“衡水中学深圳富源分校”。
2017年4月，衡水中学联办的衡水第一中学在浙江省平湖市设立分校，但该校提前招生，一时陷入舆论漩涡。
2022年2月，衡水第一中学更名为衡水泰华中学，其包括师资在内的各项教学资源将与衡水中学分割。

## 历史
- 1951年8月，衡水县成立第一所中学并取名为「衡水县中学校」，招收初中学生，校舍暂借用衡水镇河西街办河西完小西院[2]。
- 1952年5月，学校自河西完小西院迁至衡水县城南门口外河东街办现校址[2]。
- 1952年11月，学校划归石家庄专区专员公署领导，改名为「衡水县初级中学」[2]。
- 1956年8月，学校增设高中部，并更名为「河北衡水中学」[2]。
- 1962年7月，衡水专署成立，暂借学校校舍办公，学校迁往县城西南疙疸头村衡水师范旧址[20]。
- 1964年10月，学校由疙疸头村搬回现址[20]。
- 1966年，文化大革命开始，学校停招新生[20]。
- 1971年10月，学校改名为「衡水县五七技校」[21]。
- 1972年初，学校招收高中1-8班、初中1-4班，班级编号一直沿续至今[21]。
- 1976年3月，「衡水县五七技校」更名为「衡水县五七大学」[21]。
- 1978年2月，「河北衡水中学」校名恢复，面向全县统一招生[21]。
- 1992年8月，李金池任校长，学校撤初中部，初中部新建为衡水市第八中学[22]。
- 1995年，学校开始实行全寄宿、准封闭管理。1995年高考升学率开始位列衡水地区第一[13][11]。
- 1999年，成立公办民助衡水滏阳中学[14]。
- 2004年3月，张文茂任衡水中学校长，李金池调任衡水市教育局长[23]。
- 2018年5月，张文茂卸任衡水中学校长，由郗会锁任衡水中学党委书记、校长[8]。

## 校园

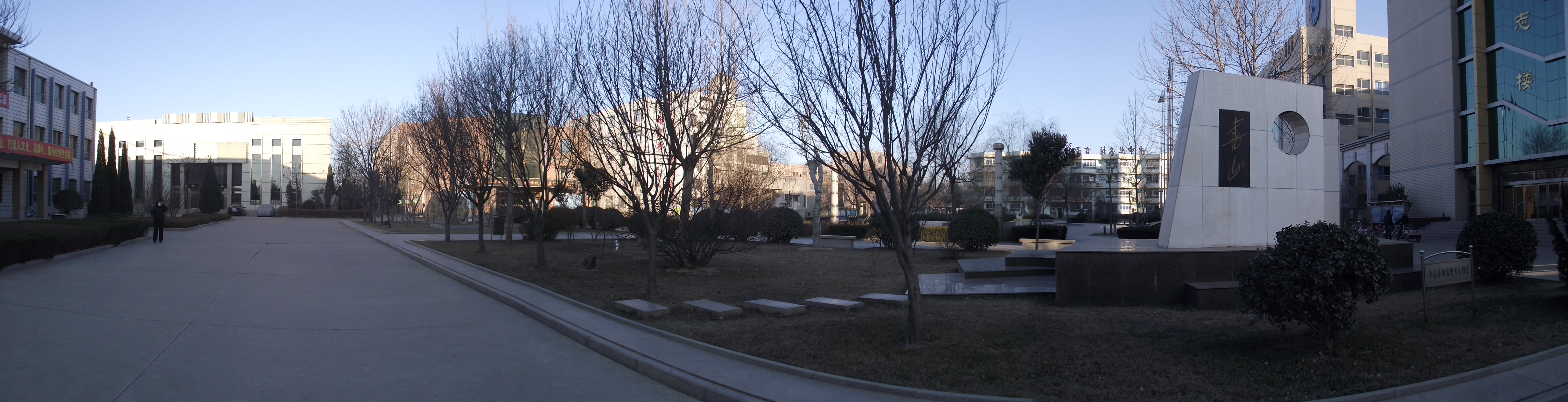
衡水中学中心花园全景照片，自左向右的建筑物分别为：南楼、莘元馆、求真馆、科教馆、图书馆、格物楼、揽月楼及明志楼

衡水中学校园本部（西校区）位于衡水市区东南角老城区南部，桃城区英才路228号，东南邻京衡南大街，占地223亩。校园主要教学楼有格物楼（高一教学楼）、揽月楼（高二教学办公楼）和明志楼（高三教学办公楼），其中格物楼为仿制北京四中教学楼而建，教室均为六边形，揽月楼与明志楼相连接，一到四层为教室，五、六层为办公区。其它建筑物有求真馆（办公楼）、科教馆（实验室、机房等）、莘元馆（礼堂）、图书馆、体育馆、滏阳楼、餐饮中心和学生宿舍公寓楼四栋。校园内有中心花园、池塘和运动场，周边建有教职工生活区。
2010年8月，衡水中学东侧紧邻的衡水市第八中学迁离原址，校园交由衡水中学使用，包括教学楼、宿舍楼和操场，两校园间围墙被拆除，滏阳中学在此招收新生。
衡水滏阳中学（东校区）位于衡水市桃城区程富路6号，西距京衡南大街约200米，距本部（西校区）校园约1000米，占地约100亩。校园原属于私立学校平原中学，滏阳中学于2006年搬迁至此。校园主要建筑物有教学楼一栋和学生公寓楼多栋。
衡水中学于2013年启动新校区「衡水市第一中学」建设，将于距离本部约10公里的衡水滨湖新区横一路路北建设新校区，占地约600亩。新校区一期占地约400亩，预计2014年底竣工。

## 校园生活

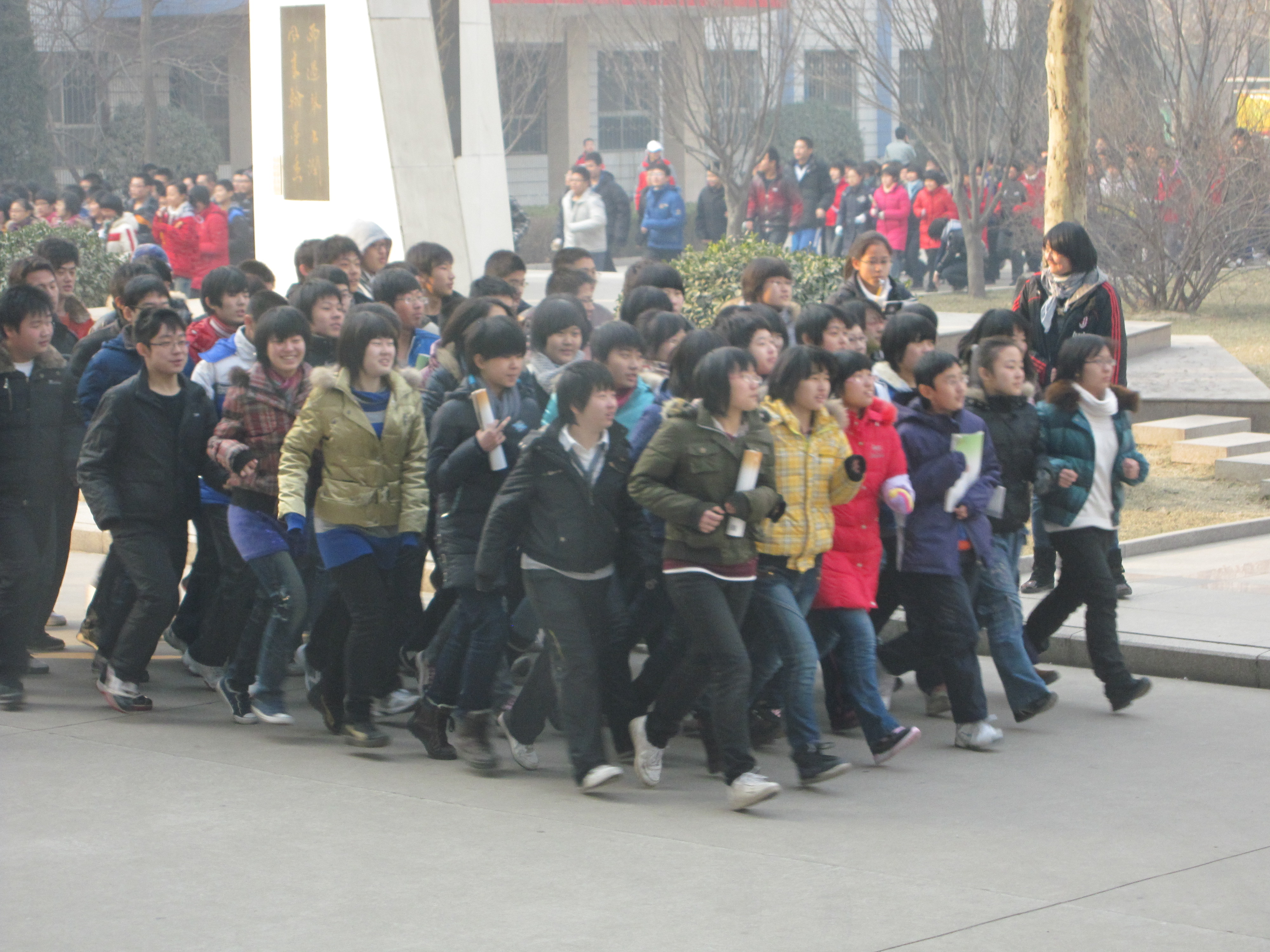
2011年，衡水中学的一个班级在跑操

### 作息时间
衡水中学严格规定学生的作息时间。每天5:30起床，洗漱整理内务，5:40到操场开始跑操，跑操结束开始早读，6:30开始各年级分批吃早饭，早饭后有「早预备」自习，然后开始上课，每节课40分钟。上午有五节课，第三节课后跑操（课间操）。12:45到13:45为午休（南校区提前十分钟）。下午有五节课，各年级分批吃晚饭后于18:50到19:10收看新闻（《新闻30分》录播），晚上有三节课为自习，21:50结束，22:10熄灯就寝。各节课开始时间与就寝时间前两分钟为预备时间，要求「进入状态」，例如上课前两分钟开始学习，不得说笑、喝水，就寝前两分钟须躺在床上进入就寝状态。

### 纪律
对班级纪律、卫生、德行、宿舍内务的考量量化为分数并加权汇总，简称为「量化」。量化由各年级以规定的方式评定与计算，与考试成绩一起决定了对班级的奖惩和老师的绩效。
衡水中学规定了详细的违纪行为惩罚措施，违纪行为如自习或上课预备时说话、回头、喝水，就寝后交谈、学习、进食、裸睡、上厕所会扣除量化分数或发放违纪通知单。而多次违纪或携带手机等电子产品、「男女生非正常接触」等行为则会被要求回家反省若干星期。「男女生非正常接触」简称「非触」，定义为男女生单独相处、共餐等行为，这些行为被学校认为具有早恋倾向。衡水中学教室安装有摄像头，所有老师可以控制各摄像头并录制视频。

### 作业与考试
衡水中学施行「自习考试化，考试高考化」，即学科自习课布置试题，以考试标准要求。衡水中学每周有一次综合测验（毕业年级每周有两次综合测验，校方称其为周测与周中测），每月有一次高考标准的大型调研考试。从小测试到考试均有学生、班级排名。作业与考试试题皆由老师采编。

### 假期

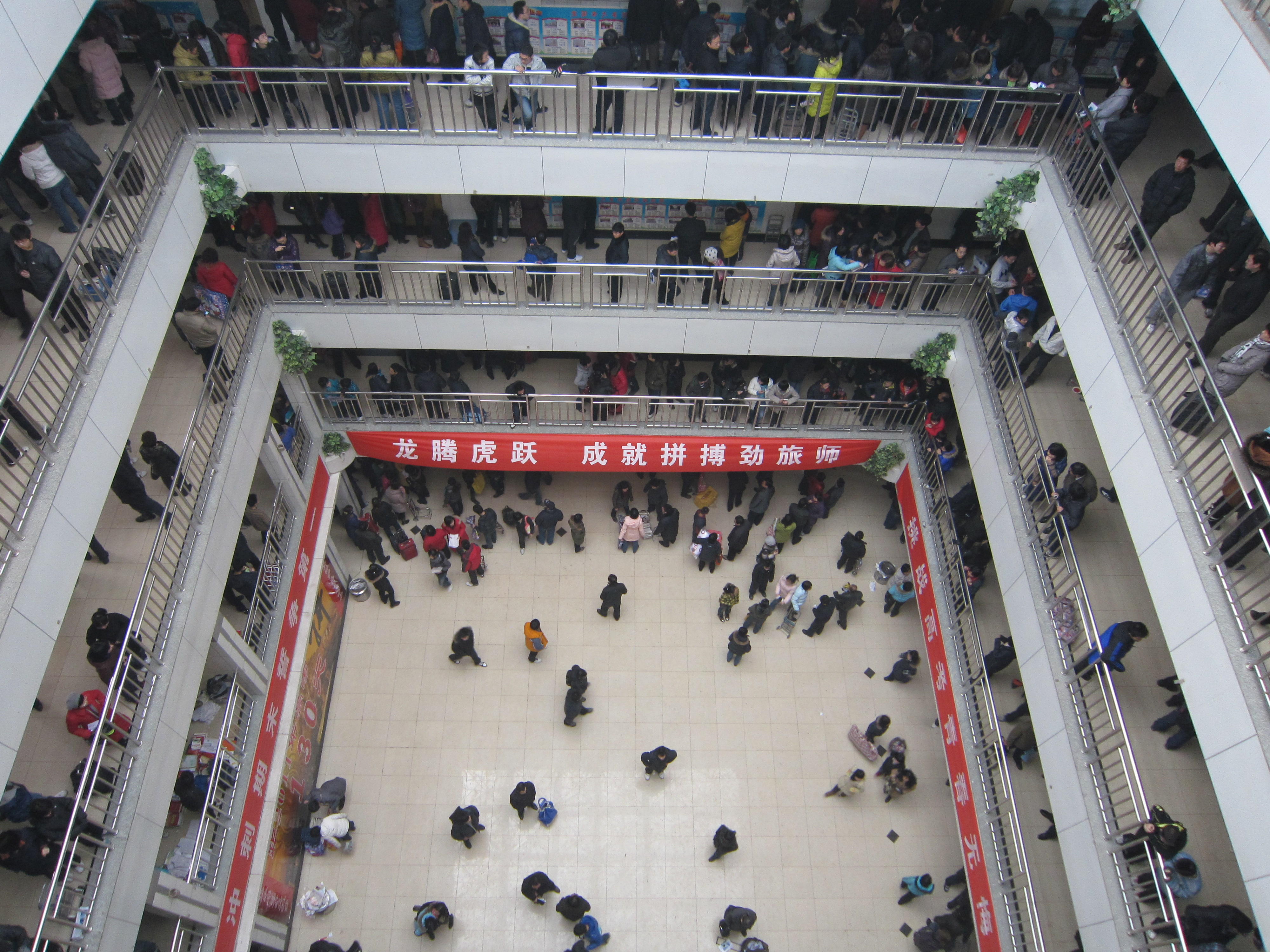
寒假放假时的衡水中学明志楼内部，左侧下方的倒计时牌显示距离高考还有130天

学期中衡水中学约三周放假一次，时间从高一年级的约一天到高三的一晚不等，国庆等节日放假时间短于法定假期。

### 跑操
跑操一般以班级为单位，同学紧密排列为方阵快速绕圈跑动，由体育委员引导步伐。衡水中学的学生每天至少进行早晨与上午课间两次跑操，有时体育活动课或下午课间也会跑操。在跑动期间各班级会高喊口号，每个班级都有自己的口号，称为「班号」，多为一组四字词语，如「信心百倍，斗志昂扬，全力以赴，铸我辉煌」。每个班级队伍旁均有學生會成员根据队伍紧密、整齐程度和口号响亮程度等标准打分，有时会使用分贝仪等设备进行口号响度测试，若未达学校标准则对班级予以加跑一圈等惩罚。在整队等待跑操时，同学携带书籍纸条诵读。
据传跑操为衡水中学自江苏南通的学校学习而来。衡水中学宣传处称，不做广播体操而跑操，因学生多而场地不够，为锻炼身体只能跑步。

### 特色活动
衡水中学的特色活动包括高一年级举办的「八十华里远足」、高二举办的「成人礼」高三举办的“高考百日誓师”以及「十大学星」、「十佳班长」、「十佳歌手」竞选活动等。

## 成绩与荣誉

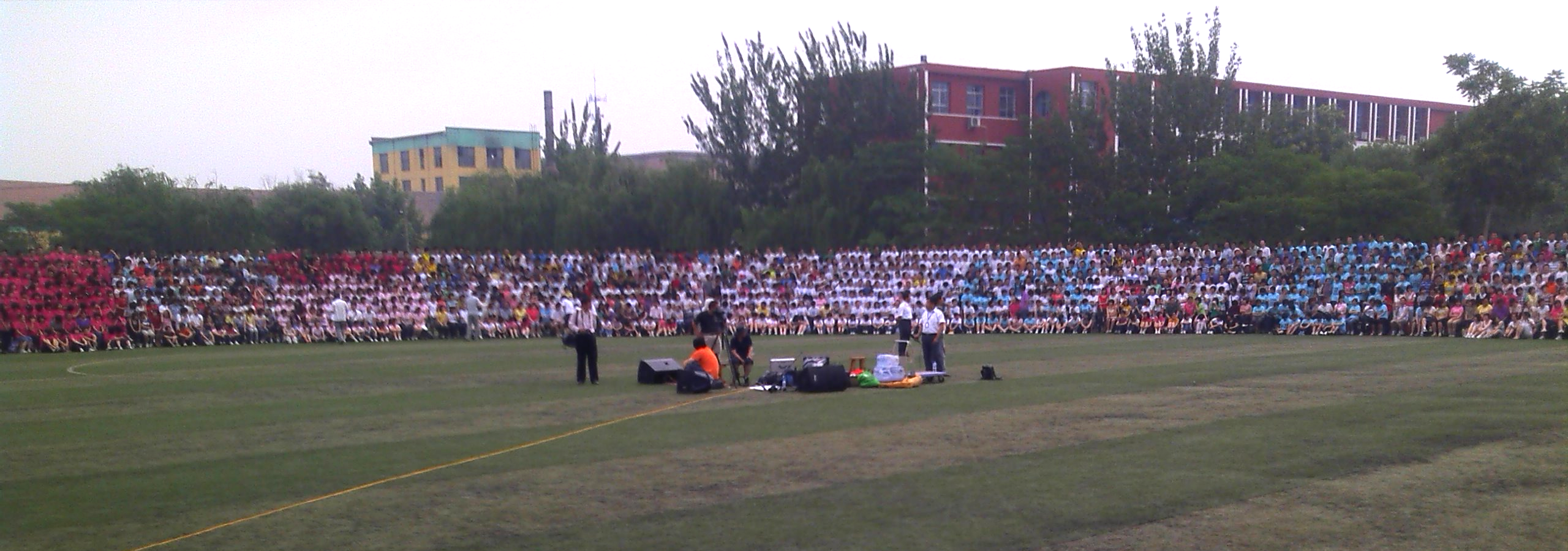
衡水中学的学生在拍摄毕业合影

自1992年李金池担任衡水中学校长来，衡水中学的高考升学率呈上升趋势。
2014年高考衡水中学本一上线率86.6%，本二上线率99.3%，均为河北省第一，并夺得文理科「状元」。2014年衡水中学有104人考入清华大学和北京大学两所中国大陆著名高校。
衡水中学学生在国际生物奥林匹克竞赛中获得过多枚金牌和银牌。

## 国际交流
衡水中学积极开展国际交流工作。2004年衡水中学与英国罗杰·曼物兹学校建立友好学校关系并互派学生交流，每年举办夏季口语夏令营，并聘请老师进行口语教学。2010年，衡水中学成立「国际班」，学生目标为海外大学，现在衡水中学有「中美国际班」、「中加国际班」、「剑桥班」等多个相关项目。衡水中学在美国建立了「孔子课堂」，并与多所海外学校举办文化教育艺术节。
截至2014年1月衡水中学已与十二所海外学校建立了友好学校关系。

### 友好学校
- 英国罗杰·曼物兹学校（英语：Sir Roger Manwood's School）[50]
- 英国阿贝中学（英语：Abbey DLD Colleges Group）[49]
- 英国杜伦约翰斯顿中学（英语：Durham Johnston Comprehensive School）[28]
- 美国威廉·托门中学（英语：William Tolman High School）[51]
- 美国查理·希尔中学（英语：Charles Shea High School）[51]
- 美国格罗斯波因特公立学区（北岸高中）（英语：Grosse Pointe Public School System）[52]
- 美国布兰森中学（英语：The Branson School）[50]
- 圣保罗学校（英语：St Paul's School, Bald Hills）[50]
- 毕勒努克中学（英语：Billanook College）[50]
- 新西兰贝菲尔德中学（英语：Bayfield High School, Dunedin）[50]
- 新西兰基督城天主教教会公学（英语：Catholic Cathedral College）[53]

## 知名校友
- 柳凤举：曾任中国人民解放军沈阳军区副参谋长、第23集团军军长，少将军衔[54][55]。
- 高洁：石溪大学计算机科学副教授。美国国家科学基金会杰出青年教授奖获得者[56][57]。
- 刘云川：伊利诺伊大学厄巴纳-香槟分校商業管理副教授[58][59]。
- 周希元：中国电子科技集团公司第五十四研究所所长[60]。
- 姚振函：国家一级作家、诗人[61][62]。
- 姚奎章：河北养元智汇饮品股份有限公司创始人、董事长。

## 影响与评论

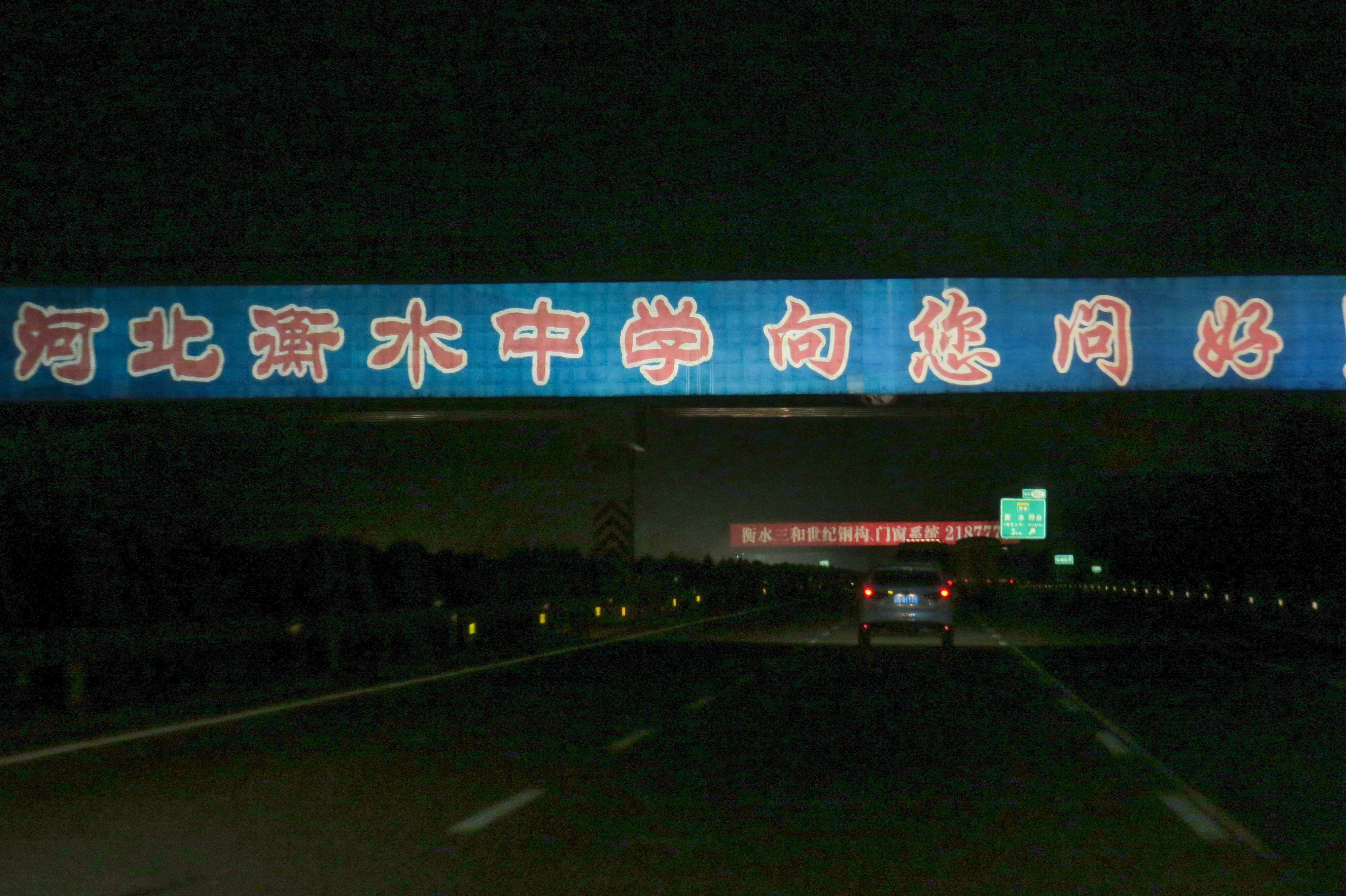
衡水中学被称为「衡水对外开放的亮丽窗口」，图为衡水中学在大广高速公路衡水境内设立的广告标语

衡水中学规模巨大，高考成绩突出，被认为是典型的「超级中学」。衡水中学以具有优势的高考成绩和特殊的管理方式受到了广泛的关注，而衡水中学也利用知名度承办或举办各类会议、举办校园开放日，以便外界参观交流。。
衡水中学宣传其倡导素质教育，并且总结经验为「素质教育更能提高升学率」。

### 交通与经济
衡水中学学生人数多、招生范围广、放假间隔时间长，每次放假时对周边的京衡南大街等街道造成了严重的拥堵。衡水交警部门制定《关于衡中放假期间联勤工作方案》，派出工作人员保障衡水中学附近通畅。
衡水中学放假时间短，非本地学生多，很多学生家长在放假时赴衡水居住以与子女见面。另外，在衡水中学召开会议期间有大量赴会参观者在衡水就住，甚至导致衡水市区的宾馆短缺而需要到几十公里以外住宿。这些人员的住宿、交通、餐饮需求对衡水市的经济作出贡献。衡水中学受到衡水地方政府重视与支持，被称为「衡水对外开放的亮丽窗口」。一些人则认为衡水中学是政府以教育成绩为政绩，默许学校违背规律发展的典型。
衡水市在衡水中学外的多所中学，包括衡水市第二中学、衡水市第十三中学、河北冀州市中学、河北武邑中学、河北枣强中学等，其高考升学率均在河北省内较为突出，且均采用与衡水中学相似的全寄宿制、准军事化管理，有相似的校园文化，被认为是衡水中学的模仿者，也成为一些学生在衡水中学之下的选择，其中衡水市第二中学提出了「低进优出」口号。据统计，有4万非本地学生和陪读者生活在衡水市。

### 生源
据规定衡水中学的招生范围限于桃城区，河北省教育厅基础教育处的工作人员则表示衡水中学「只能在衡水市的市域范围内招生」。而衡水中学（包括滏阳中学）生源事实上来自全河北省各地市，甚至远达山东、北京、内蒙古，并且在吸收生源上形成了「马太效应」。近年来河北省高中招生竞争激烈，邢台市区、赞皇等地中考高分学生升入本地高中比例只有百分之三四十，出现了针对外地招生老师的暴力事件，河北辛集中学等省内学校在生源上采取了提前录取、提前考试、提前开学、阻止中考、隐瞒成绩等措施。一些人认为衡水中学造成了其它学校空心化，导致了河北省各高中在生源上的恶性争夺，造成教育生态的失衡。
另一方面，慕名衡水中学的学生众多，为进入衡水中学就读，一些学生将户口迁至衡水以便于当地参加中考，而进入衡水中学的外地官员子女与亲属为衡水中学提供了地方政府外的关系资源。
2017年6月1日，河北省教育厅印发了《河北省教育厅关于对河北衡水中学衡水第一中学办学行为进行整改的通知》，该通知明确指出，两所学校程度不同存在不规范甚至违规办学招生情况。通知还要求，河北衡水中学法人代表不得代行衡水第一中学法人代表权力。
在2019年深圳富源学校爆出部分高三学生在衡水中学就读，成为高考移民后，该校的“高考移民”问题也浮出水面。有媒体评论称这一制度有损教育的公平性，对当地考生的利益造成损害，还会给区域内的教育带来生态破坏。

### 管理
衡水中学重视学校文化的建设，提出「打造『精神特区』」的口号。康新江认为，校园文化是衡水中学高考成功的关键，并且是不可复制的。对此也有人批评「精神特区」实质上是控制学生的精神，使其完全服从校方。
也有一些人认为，衡水中学顺应了学生考入重点大学的需求，是对学生及其家庭负责的表现。胡锡进评论说：「在衡水那样的地方，这所中学帮那么多孩子改变了命运，对他们的家庭来说，我相信这比素质教育更重要。」
此外，有人认为衡水中学是高考规则的必然产物，故衡水中学的问题根源在于教育体制。人民日报微博称，衡水中学「根植于应试教育的土壤」，「是中国教育无可奈何却又真实存在的现状」。衡水中学工会主席梁辉也说「除非高考发生重大改变，否则衡中模式不会改变」。有人指出，衡水中学反映了中国教育资源不均衡的特点，河北省缺乏重点大学，高考人数多，竞争激烈，学生只能寄希望于严格训练。

### 争议

该中学的某间厕所。由于长时间处于高压环境，学生们甚至需要在厕所绘画二次元角色，以此缓解自已的压力。

虽然衡水中学以其独特的教学模式闻名于全国，但是这种教育模式也受到了多方的质疑。
衡水中学是最早在河北省实行全封闭军事化管理的高中，学生在校期间自由受到限制，存在大量侵犯人权的规定，诸如中午禁止午休上厕所等管理规定引起了某些人士的厌恶。
也有分析人士认为，衡水中学的封闭式应试教育培养出的学生只是高分应试机器，创新能力、社交能力和学术能力令人堪忧。也有人认为这是在中国高考大环境下和河北省考生人数多的条件下产生的必然结果。还有人指出衡水中学的举动不过是在加重社会焦虑，对于学生的发展完全没有好处。
在衡水中学的影响下，以河北唐山一中为首的一批实行宽松管理的河北高中均纷纷开始采取封闭式军事化管理，对河北省的高中教育带来了一定影响。
衡水中学一直大批量地向北京大学、清华大学等名校输送高分生源，但有媒体认为，这种升学率极高的现象是由该校严苛的应试教育制度导致的，亦有网友认为，这种严苛的应试教育制度会扼杀学生们的创新思维，并践踏教育精神。
在衡水中学进入浙江后，浙江省教育厅基础教育处处长方红峰也对衡水中学的教学模式作出质疑。他认为，衡水中学落户浙江，办学程序是合法的，但是衡水中学作为“高考工厂”，与浙江教育理念相抵触。他表示“这所学校是应试教育的典型，眼睛里只有分数没有人，跟我们浙江以人为本的素质教育理念不符合，我们浙江不需要。”
但是，有说法指出河北省向来是中国较为贫穷的地区，而衡水又是河北经济发展落后的地区，衡水中学采用严格的教学方式实在是迫不得已；同时衡水中学毕业生也指出，衡水中学开始严格化教学后，校领导层和学生共同辛苦，并不是简单的军事化“压迫学生”。

### 衡水模式
在衡水中学成为知名度较高的学校后，陆续有很多学校开始采用衡水中学的教学方式，在其他高中学生中给衡水中学带来了负面评价。这些学校同样采用军事化的严格管理制度，以求提高升学率，并很快陷入舆论的浪潮。有的声音认为衡水中学在教师待遇等方面有较高福利，甚至优于当地普通公务员，而别的学校领导去视察一圈，只学来了衡水模式。